# Локомотив-Бірзула
Локомотив-Бірзула  — український футбольний клуб з Подільська.

## Хронологія назв
- 193?—1998: «Локомотив» (Котовськ)
- 1998—1999: «Бірзула» (Котовськ)
- 1999—...: «Локомотив-Бірзула» (Котовськ)

## Історія
Футбольна команда «Локомотив» заснована в 30-х роках XX століття в місті Котовськ. Спочатку виступала в регіональних змаганнях. У 1938 році «Локомотив» стартував у кубку СРСР. Після цього команда виступала в чемпіонаті та кубку Одеської області. У 1998 році клуб змінив назву на «Бірзула» (Котовськ), а в 1999 році — на «Локомотив-Бірзула» (Котовськ).

## Досягнення
- Кубок СРСР
  - 1/256 фіналу (1): 1938

## Відомі гравці
- Сергій Бабійчук
- Олег Безуглий
- Юрій Бурлака
- / Олександр Волошко
- Микола Роздобудько
- Володимир Смаровоз
- / Шарій Іван Григорович
- / Олександр Щербаков